# Kim En Jong
El padre Kim En Jong (coreano: 김인중; Buyeo, 10 de septiembre de 1940) es un sacerdote católico y pintor surcoreano residente actualmente en París.  

## Biografía
Nació en una familia taoísta de siete hermanos. A los seis años, la familia se mudó a Taejon, y allí descubrió el color en las estampas abandonadas por los japoneses que acababan de salir de Corea tras la guerra. De 1947 a 1959 estudió en esta ciudad hasta el bachillerato y comenzó a practicar caligrafía. A los diecisiete años asistió a clases gratuitas de dibujo en la escuela secundaria y en 1959 lo admitieron en el Instituto de las Artes de Seúl. Sus estudios superiores se vieron interrumpidos por el servicio militar, en el que, en 1963, alcanzó el grado de teniente de infantería. 
Graduado en 1965, se convirtió en asistente en los cursos de dibujo en el seminario menor católico de Seúl, donde aprendió sobre el catolicismo y fue bautizado en 1967. Llegó a Europa en 1969. Primero estudió filosofía en Suiza, entró como novicio en la Orden Dominicana, en el convento dominicano de Friburgo. Fue ordenado sacerdote en 1974 y en 1975 fue destinado al Convento de la Anunciación de París, donde vive y trabaja.

## Condecoraciones
- Orden de las Artes y las Letras, 2020

## Bibliografía

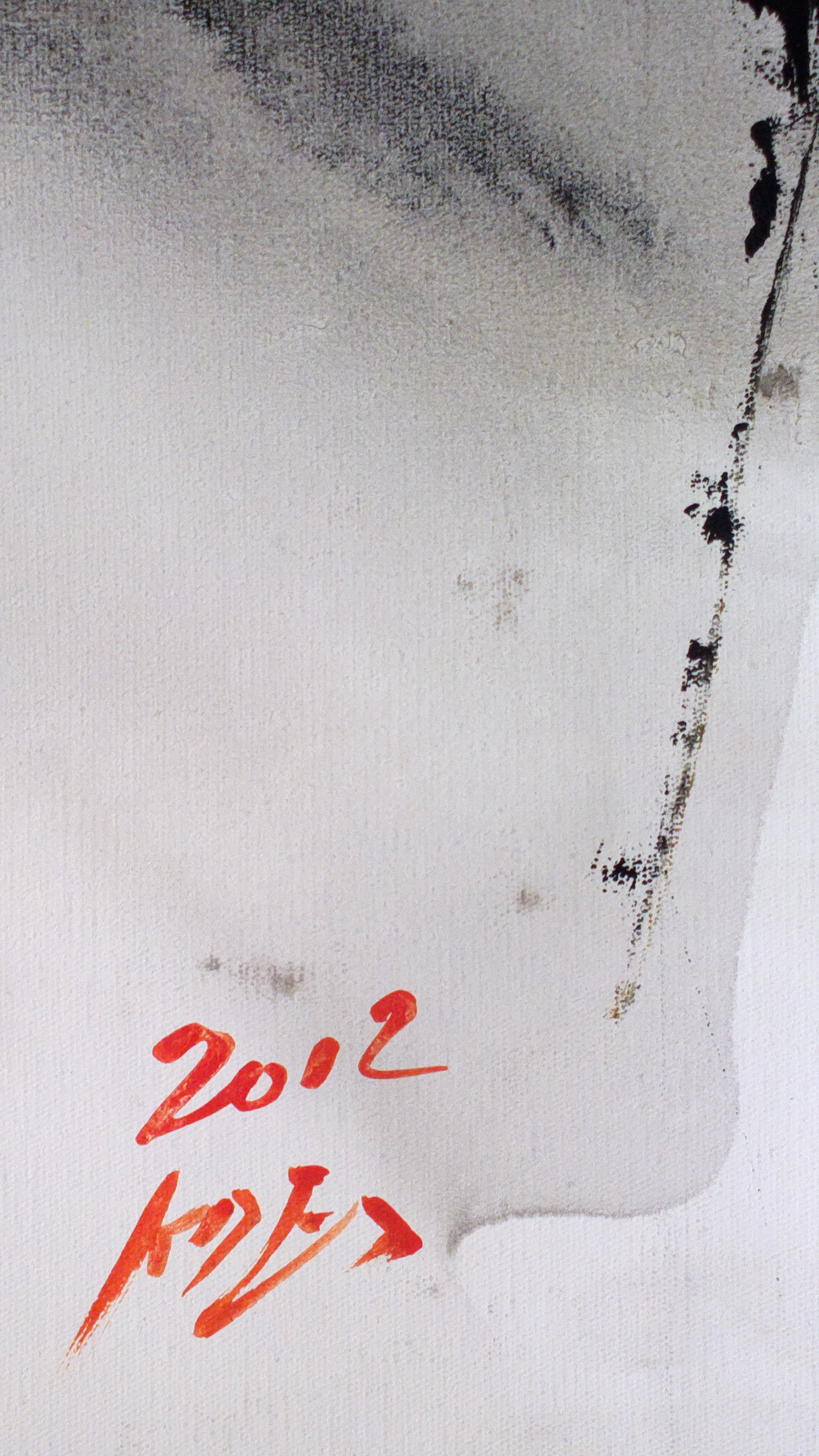
Firma de Kim En Joong